# Esther Gronenborn
Esther Gronenborn, née le 21 juillet 1968 à Oldenbourg (Basse-Saxe, en Allemagne), est une réalisatrice et scénariste allemande.

## Biographie
Esther Gronenborn est diplômée de l'École de cinéma de Munich. En 1987, elle est membre fondatrice de l'événement cinématographique de Stuttgart et du groupe d'artistes Wand 5 (de)  qui organise le Festival du film d'hiver de Stuttgart (de). Elle travaille comme scénariste et réalisatrice indépendante depuis 1997.  Au cours de ses études, elle effectue plusieurs semestres à l'étranger à Hong Kong, en Chine, en Angleterre et en Roumanie. Entre 1994 et 1997, elle travaille pour Columbia TriStar en tant que responsable du doublage et effectue un stage au Sony Pictures Entertainment à Hong Kong. Elle assiste à des tournages de films des Shaw Brothers ou à l'atelier de cinéma John Woos et Tsui Harks. En 1997, elle termine ses études et travaille pour la société DoRo Production (de) à Berlin en tant que réalisatrice de vidéoclips. En 2000, elle réalise son premier long métrage alaska.de . Elle obtient pour ce film le Lola de la meilleure réalisatrice. Esther Gronenborn travaille pour l'Orchestre philharmonique de Berlin. Elle réalise des spots sociaux et viraux pour la société Kakoii, et trois longs métrages interactifs sur la prévention de la toxicomanie. Elle crée plusieurs épisodes pour Gallileo Mystery et a tourné le thriller mystère Horreur à Kaifeck. De 2008 à 2014, Esther Gronenborn siége au comité d'attribution de la Filmförderungsanstalt. De 2014 à 2016 elle est au conseil d'administration de l'Bundesverbandes Regie. Elle est membre de l'Académie européenne du cinéma et siège au conseil d'administration de ProQuote Film (de).

## Filmographie

### Au cinéma
- 2000 : Alaska.de
- 2001 : 99euro-films
- 2005 : Adil geht
- 2005 : Stadt als Beute
- 2008 : Galileo Mystery
- 2009 : Hast Du noch was vor ?- Abenteuer Quaks
- 2009 : Horreur à Kaifeck
- 2017 : Je ne me tairai pas
- 2018 : Der Staatsanwalt
- 2019 : Ein Wochenende im August

### Monteuse et productrice
- 2012 : Down in Brandenburg

### Scénariste
- 2000 : Alaska.de
- 2001 : 99euro-films
- 2005 : Adil geht
- 2005 : Stadt als Beute
- 2009 : Hast Du noch was vor ?- Abenteuer Quaks
- 2017 : Je ne me tairai pas

## Prix et distinctions
- 1992 : Meilleur scénario pour le court métrage Morgengrauen, publié par les auteurs
- 1992 : Silver Mikeldo à Bilbao pour Morgengrauen
- 1993 : Prix Kodak Hofer Filmtage pour Morgengrauen
- 2001 : Prix du film bavarois du meilleur jeune réalisateur pour alaska.de
- 2001 : German Film Award / Lola du meilleur réalisateur pour alaska.de
- 2001 : Meilleur scénario alaska.de FilmKunstFest Schwerin
- 2001 : Deutscher Filmpreis du meilleur réalisateur
- 2001 : Prix de la critique de cinéma allemand pour la meilleure musique
- 2002 : Festival du film pour enfants et jeunes de Giffoni. Prix pour alaska.de.
- 2005 : Grand prix du Fliegender Ochse pour Adil Geht, Festival du cinéma  Schwerin
- 2005 : Mention d'honneur du jury du Festival Max Ophüls pour Adil Geht
- 2006 : Prix de l'association internationale des cinémas Cinémas d'Art et Essai, pour Stadt als Beute